# Canton de Lorrez-le-Bocage-Préaux
Le canton de Lorrez-le-Bocage-Préaux est une ancienne division administrative française, située dans le département de Seine-et-Marne et la région Île-de-France.

## Composition
Le canton de Lorrez-le-Bocage-Préaux groupait 16 communes jusqu'en mars 2015 :
- Blennes : 561 habitants
- Chevry-en-Sereine : 457 habitants
- Diant : 210 habitants
- Égreville : 2 149 habitants
- Flagy : 636 habitants
- Lorrez-le-Bocage-Préaux : 1 265 habitants
- Montmachoux : 232 habitants
- Noisy-Rudignon : 578 habitants
- Paley : 439 habitants
- Remauville : 444 habitants
- Saint-Ange-le-Viel : 231 habitants
- Thoury-Férottes : 603 habitants
- Vaux-sur-Lunain : 200 habitants
- Villebéon : 469 habitants
- Villemaréchal : 858 habitants
- Voulx : 1 832 habitants

## Représentation

### Conseillers généraux de 1833 à 2015
| Période | Période                   | Identité                                                       | Étiquette         | Qualité                                                                                                   |
| ------- | ------------------------- | -------------------------------------------------------------- | ----------------- | --- |
| 1833    | 1842                      | Jean-Baptiste Salmon Desbirons                                 |                   | Homme de loi, notaire Maire de Vaux-sur-Lunain                                                            |
| 1842    | 1848                      | Comte Paul de Ségur                                            | Conservateur      | Député (1842-1848) Propriétaire à Lorrez-le-Bocage Ancien conseiller général du Canton de Moret-sur-Loing |
| 1848    | 1864                      | Louis Paulin Defiennes                                         |                   | Ancien notaire, propriétaire, maire de Voulx                                                              |
| 1864    | 1871                      | Comte Louis de Ségur                                           | Conservateur      | Propriétaire à Lorrez-le-Bocage Député (1842-1848)                                                        |
| 1871    | 1877 (démission)          | Pierre Louis Félix Blondeau                                    |                   | Notaire à Voulx                                                                                           |
| 1877    | 1919                      | Comte Louis-Philippe-Charles de Ségur (fils de Louis de Ségur) | Union des droites | Propriétaire à Lorrez-le-Bocage et à Paris Député (1871-1876)                                             |
| 1919    | 1928                      | Georges Frébault                                               |                   | Notaire - Maire d'Égreville (1912-1928)                                                                   |
| 1928    | 1942 (démission d'office) | Clément Rocassel                                               | Rad.              | Négociant à Egreville Révoqué par le Gouvernement de Vichy                                                |
|         |                           |                                                                |                   | |
| 1945    | 1951                      | Clément Rocassel                                               | Rad.              | Négociant à Egreville                                                                                     |
| 1951    | 1977                      | Roger Frot                                                     | CNIP              | Agriculteur Maire de Remauville (1959-1977) Suppléant du député Paul Séramy                               |
| 1977    | 1988                      | Jean Deramaix                                                  | CNIP              | Vétérinaire Maire de Voulx                                                                                |
| 1988    | 2015                      | Christian Frot                                                 | RPR puis UMP      | Entrepreneur, maire d'Égreville (1983-2008)                                                               |

### Conseillers d'arrondissement (de 1833 à 1940)
| Période                                  | Période      | Identité                                | Étiquette            | Qualité |
| ---------------------------------------- | ------------ | --------------------------------------- | -------------------- | --- |
| 1833                                     | 1839         | François Bernier                        |                      | Maire d'Égreville (1822-1835), suppléant du juge de paix                                                    |
| 1839                                     | 1848         | Étienne Laurent                         |                      | Propriétaire, maire de Lorrez-le-Bocage                                                                     |
|                                          |              |                                         |                      | |
| 1871                                     | 1880         | Pierre Arsène Deraine                   |                      | Notaire à Lorrez-le-Bocage                                                                                  |
| 1880                                     | 1907         | Jules-Charles-Ernest Jardin (1833-1914) | Républicain Droite   | Propriétaire, maire d'Égreville (1886-1904), Président du Conseil d'arrondissement                          |
| 1907                                     | 1912 (décès) | Auguste Berry                           | Radical              | Ancien instituteur, maire de Thoury-Férottes (1910-1912)                                                    |
| 2 juin 1912                              | 1913         | Eugène Albert Marius Legourd            | Républicain          | Médecin à Voulx                                                                                             |
| 1913                                     | 1919         | Paul Henri Thion                        |                      | Cultivateur à la Borde, Villemaréchal                                                                       |
| 1919                                     | 1925         | Marc Lencement                          |                      | Greffier de la justice de paix, Lorrez-le-Bocage                                                            |
| 1925                                     | 1934         | Émile Bru                               | Radical              | Maire de Lorrez-le-Bocage                                                                                   |
| 1934                                     | 1940         | Émile-Anatole Grégoire                  | Républicain national | Propriétaire à Lorrez-le-Bocage, Président de la distillerie coopérative                                    |
| 1940                                     |              |                                         |                      | Les conseils d'arrondissement ont été suspendus par la loi du 12 octobre 1940 et n'ont jamais été réactivés |
| Les données manquantes sont à compléter. |              |                                         |                      | |

## Démographie
| 1975  | 1982  | 1990  | 1999   | 2006   | 2011   | 2012   |
| ----- | ----- | ----- | ------ | ------ | ------ | ------ |
| 7 030 | 7 550 | 8 939 | 10 195 | 10 895 | 11 242 | 11 299 |